# Slå søm i
Slå søm i  er et værtshus- og markedsspil, der hovedsagelig foregår på barer og små bodegaer. 

## Regler
Spillet, der varer 5-15 minutter, går  ud på at man står ved en træstub. Derefter får hver spiller et søm som man (ved hjælp af en hammer) skal slå ned i stubben med færrest antal slag.  Det blev først set i Minnesota i 1957, og er nu i USA  et varemærke med navn Hammerschlagen.